# Tiramisù (programma televisivo)
(Jingle del programma)
Tiramisù è stato un varietà televisivo italiano, ideato e condotto da Pippo Baudo e trasmesso da Canale 5 dal 7 ottobre al 25 novembre 1997.

Il programma, che vedeva il ritorno di Baudo alla conduzione di un varietà settimanale dopo l'abbandono della Rai, era programmato al martedì sera alle ore 20:50 per un totale di 14 puntate ma, a causa degli scarsi risultati d'ascolto, fu sospeso alla settima puntata. Sorte analoga toccò al competitor Novant8, andato in onda su Rai 1 e condotto dal giornalista David Sassoli.
Il programma (svoltosi nello Studio 11 di Cologno Monzese), era un mix tra il varietà allo stato puro e il gioco, costituente la sua ossatura, e si avvaleva del contributo di personalità legate a Baudo.

## Struttura della trasmissione
Il programma era strutturato come un gioco a premi, all'interno del quale venivano inseriti momenti musicali e di varietà.
Partecipavano al gioco due concorrenti con velleità artistiche, che erano a capo del loro "condominio", disegnato nella scenografia della trasmissione come due grandi case (una rosa e una blu) composte rispettivamente da tre parenti del concorrente in gioco, tre amici, tre vicini di casa e tre ex compagni di scuola, che aiutavano il concorrente durante le varie prove e soprattutto nella prova finale che decretava il campione.
Ogni prova metteva in palio 5 milioni di lire al vincitore della gara, e un altro premio da 5 milioni che andava a costituire un jackpot (segnalato su un grande assegno posto dietro la platea del pubblico) che poteva essere vinto nell'ultimo gioco.

### Primo gioco: "Il doppiaggio"
Al primo gioco i concorrenti giocavano con uno dei parenti a loro scelta. Scopo del gioco era quello di doppiare la scena di un noto film, dopo averne visto la sequenza originale. A giudicare le esibizioni erano i 2 ospiti della puntata, che davano un giudizio dall'1 al 10.

### Secondo gioco: "L'esibizione"
Per la seconda prova i concorrenti si affidavano a degli artisti (musicisti, comici, ecc) non noti al grande pubblico, che così, avendo modo di potersi esibire su Canale 5, potevano accedere alla vaste platee.
Le esibizioni venivano giudicate dal pubblico in studio, dotato di telecomando con punteggio dall'1 al 4. L'esibizione che otteneva il punteggio maggiore faceva vincere i 5 milioni al concorrente ad esso abbinato.

### Terzo gioco: "Giallo"
Per il terzo gioco i concorrenti, aiutati da uno degli amici, andavano in cabina, e lo scopo del gioco era quello di indovinare chi è il colpevole di un breve racconto giallo che vede protagonista l'agente di polizia (interpretato da Claudio Perosino), lo stesso Baudo, gli ospiti della puntata ed altri personaggi dello spettacolo.
Appena compariva sul monitor la scritta GIALLO, partiva il tempo a disposizione, che si fermava solo quando veniva imbucata la risposta (il timer aveva infatti le sembianze della cassetta della posta). Vinceva chi indovinava il colpevole e, in caso di parità di risposta esatta, chi lo aveva individuato nel minor tempo.

### Quarto gioco: "I telegrammi"
Scopo di questo quarto gioco, era quello di indovinare a chi sono stati spediti dei telegrammi (in totale 7) letti dagli ospiti in studio. I concorrenti, assistiti da uno dei vicini di casa, giocavano al pulsante.

### "Quinto gioco: L'articolo"
Per il quinto gioco scendevano in campo gli ex compagni di scuola, sempre uno dei 3 a disposizione, che assieme al concorrente in gioco e ancora al pulsante, dovevano indovinare le parole mancanti (in totale 9) di un articolo di giornale letto da Baudo. Chi ne indovinava di più vinceva i 5 milioni in palio.

### Sesto gioco: "Casa contro casa"
Esso era la prova finale che decretava il vincitore della puntata, e consentiva inoltre al vincitore di conquistare 10 milioni di lire e in più il jackpot costituito nelle varie prove.
Si affrontavano, l'uno contro l'altro, i componenti del condominio che, prenotandosi al pulsante e rispondendo esattamente alle domande di Baudo, eliminavano dal gioco il concorrente avversario. In caso di risposta errata veniva eliminato lui.
Il gioco si concludeva quando venivano eliminati tutti i componenti del condominio avversario e il concorrente in gioco.

## Ascolti
| Puntata | Data             | Telespettatori | Share  | Ospiti |
| ------- | ---------------- | -------------- | ------ | --- |
| 1       | 7 ottobre 1997   | 4.713.000      | 17,78% | Fiorello e Simona Ventura                                                                                  |
| 2       | 14 ottobre 1997  | 3.638.000      | 14,37% | Enzo Iacchetti e Lorella Cuccarini                                                                         |
| 3       | 21 ottobre 1997  | 3.015.000      | 12,16% | Francesca Neri e Giancarlo Magalli                                                                         |
| 4       | 28 ottobre 1997  | N.D.           | N.D.   | Loretta Goggi e Massimo Lopez, Wilma De Angelis, Sergio Vastano, Giorgio Ariani, Andy Luotto e Mario Zucca |
| 5       | 11 novembre 1997 | N.D.           | N.D.   | Alberto Castagna ed Anna Falchi                                                                            |
| 6       | 18 novembre 1997 | N.D.           | N.D.   | |
| 7       | 25 novembre 1997 | N.D.           | N.D.   | Raimondo Vianello, Sandra Mondaini, Carlo Pistarino, Randi Ingerman e Giorgia Trasselli                    |